# Słaunaje (stacja kolejowa)
Słaunaje (biał. Слаўнае, ros. Славное) – stacja kolejowa w miejscowości Słaunaje, w rejonie tołoczyńskim, w obwodzie witebskim, na Białorusi. Leży na linii Moskwa - Mińsk - Brześć.
Stacja powstała w XIX w. na drodze żelaznej moskiewsko-brzeskiej pomiędzy stacjami Tołoczyn a Krupki.